# Giovanni Chiassi
Giovanni Chiassi, né à Mantoue (Italie) le 15 janvier 1832 et mort à Ledro (Italie, Province autonome de Trente) le 21 juillet 1866, est un militaire et un député italien.

## Biographie
Giovanni Chiassi est le fils de Gaetano, magistrat, et de Giuseppina Magnaguti. Il est le descendant d'une riche famille provenant de Castiglione delle Stiviere (province de Mantoue) et installée à Mantoue.
Alors que ses parents le destinent à des études d'ingénieur, Giovanni entre rapidement en contact avec le courant mazzinien, devenant  républicain et franc-maçon. Le 24 avril 1848, lors de la première guerre d'indépendance, il combat à Governolo. À seulement dix-sept ans, il se rend à Rome pour défendre la république romaine aux ordres de Garibaldi qu'il suit dans sa fuite jusqu'à Saint-Marin.
En 1852 il participe à la conjuration de Mantoue qui conduit à la féroce répression ordonnée par la maréchal Radetzky. Chiassi, condamné à mort par contumace, réussit à s'enfuir en Suisse puis en Angleterre.
Il rentre à Mantoue après l'amnistie accordée par l'Autriche et en 1857, il obtient son diplôme d’ingénierie civile de lʼUniversité de Pavie.
Lors de la seconde guerre d'indépendance il s'enrôle dans les chasseurs des Alpes avec le grade de capitaine. 

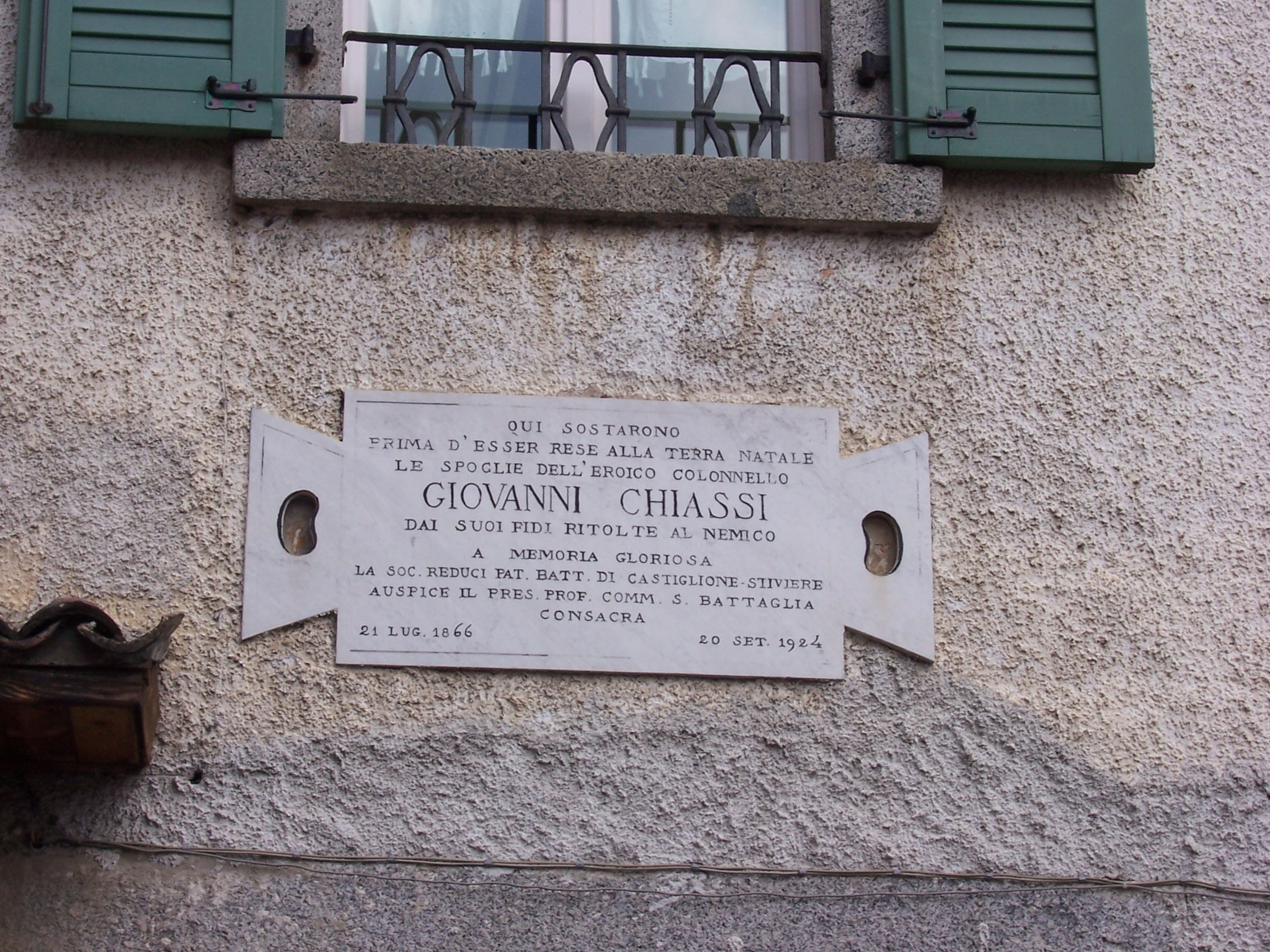
Plaque à Bezzecca

Au cours de la bataille de San Fermo, il mène une action audacieuse, alors qu'il protège un chemin secondaire avec une demi-douzaine de carabiniers génois ; il décide de s'engager contre une entière colonne autrichienne qui tente de contourner le déploiement garibaldien pour le prendre à revers. Il réussit à l'arrêter jusqu'à l'arrivée des renforts.
En juillet 1860, il rejoint Garibaldi en Sicile et il débarque sur les côtes de la Calabre, se distinguant dans l'attaque qui, dans la nuit entre 21 et au 22 juillet, conduit à la conquête éclair de Reggio de Calabre. Il obtient alors le grade de lieutenant-colonel. Il est nommé chef d'état major de l'armée méridionale, puis il rentre à Mantoue en 1861. En 1862, il participe à l'expédition qui se conclut à Aspromonte.
Le 3 juillet 1862 à Palerme, il est initié en franc-maçonnerie dans la Loge "I Rigeneratori del 12 gennaro 1848 al 1860 Garibaldini", dont le Vénérable Maître était Emanuele Sartori, et avec lui sont initiés d'autres membres de l'État major de Garibaldi: (Giacinto Bruzzesi, Francesco Nullo, Enrico Guastalla, Giuseppe Guerzoni, Pietro Ripari, Giovanni Basso, Giuseppe Nuvolari, Gustavo Frigyesi et d'autres officiers: ce fut Garibaldi lui-même, en sa qualité de grand maître de l'Ordre, qui signa la proposition d'initiation.
En 1865, il est élu député mais avec le déclenchement de la troisième guerre d'Indépendance, il laisse le parlement pour rejoindre les troupes de Garibaldi, prenant le commandement de 5e régiment du corps des volontaires italiens.
Le colonel Chiassi meurt dans la tentative désespérée pour défendre la ville de Locca lors de la première phase de la bataille de Bezzecca. Bien que blessé à la cuisse, Chiassi incite son régiment à se battre jusqu'au bout contre l'avancée des forces autrichiennes prééminentes, en prenant part aux combats. Une fusillade le touche à la poitrine et le médecin Giovanni Buzzacchi, qui se précipite pour l'aider, comprend tout de suite que la gravité de la blessure ne lui laisse aucune chance. Il est alors sept heures le 21 juillet 1866 et la nouvelle se propage rapidement.
Habitué à l'avoir toujours à la tête de chaque attaque, avec un courage qui souvent frôle la témérité, les Garibaldiens sont convaincus que leur chef est protégé par une immunité supérieure ; le savoir touché à mort provoque la pagaille dans les rangs garibaldiens qui quittent Locca, se retirant en désordre vers Bezzecca. Certains camarades essayent de soustraire Chiassi, désormais agonisant, mais les renforts des Autrichiens les forcent à abandonner le corps le long du parcours. Il est décoré à la mémoire de la médaille d'or de la valeur militaire.

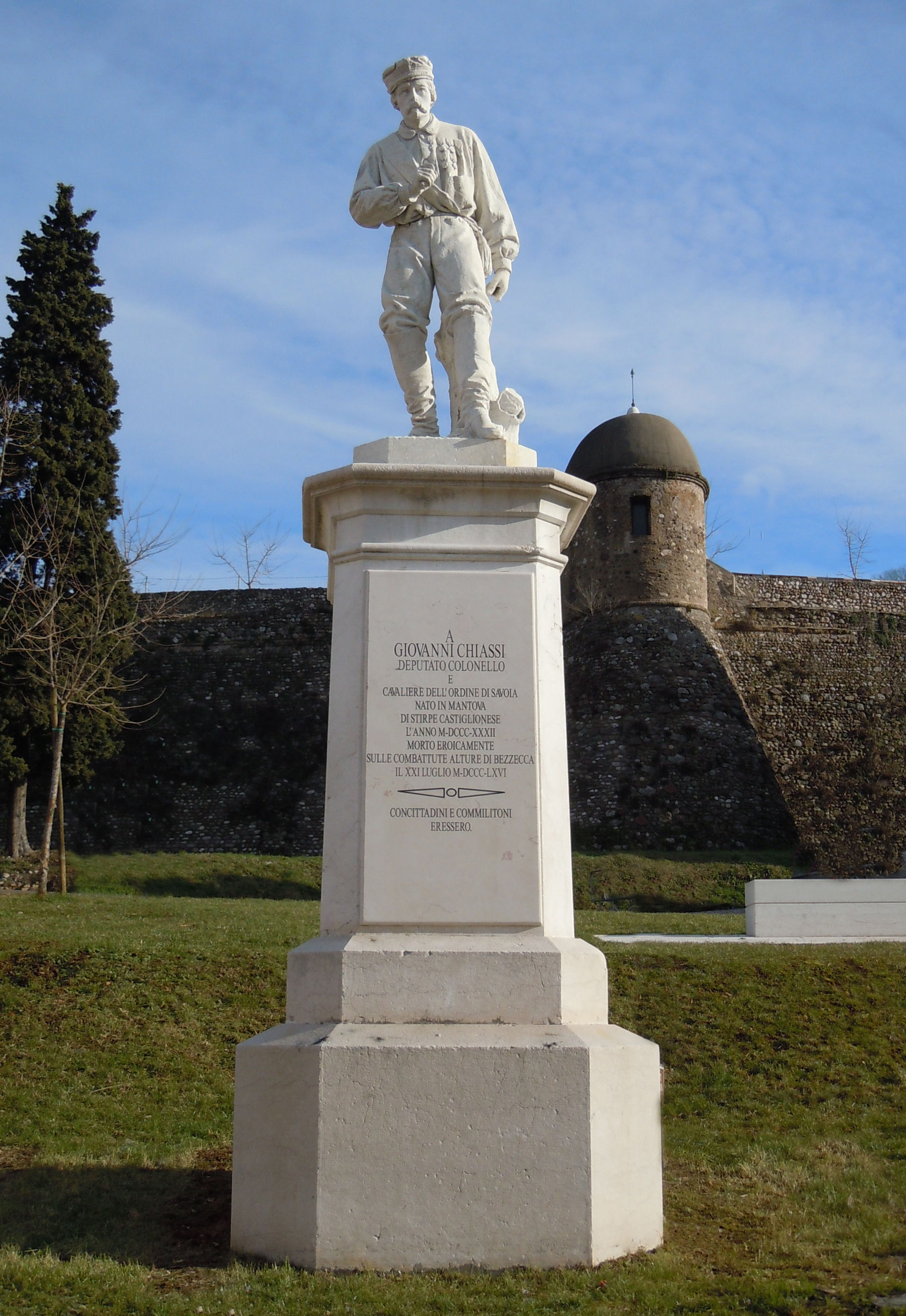
Monumento a Castiglione delle Stiviere

## Distinction
| : médaille d'argent de la valeur militaire pour fait d'armes à Bormio, le 8 juillet 1859 |